# Mauri Vansevenant
Mauri Vansevenant (* 1. Juni 1999 in Ostende) ist ein belgischer Radrennfahrer.

## Sportlicher Werdegang
Seinen ersten Erfolg bei einem UCI-Rennen erzielte Vansevenant im Jahr 2018, als er die Nachwuchswertung des Giro della Valle d’Aosta. Ein Jahr später entschied er neben der Nachwuchswertung auch die Gesamtwertung für sich. Auch im UCI Nations’ Cup U23 machte er durch einen vierten Platz beim Orlen Nations Grand Prix, einen fünften Platz beim Grand Prix Priessnitz spa und einen sechsten Platz bei der Tour de l’Avenir auf sich aufmerksam.
Im August 2019 wurde bekannt, dass Vansevenant nach Abschluss seines Studiums an der Howest Universität in Brügge zum 1. Juli 2020 Mitglied im UCI WorldTeam Deceuninck-Quick-Step wird. Seinen ersten Sieg für das Team erzielte er beim GP Industria & Artigianato 2021. Im Juli startete er für Belgien bei den Olympischen Sommerspielen in Tokio und belegte im Straßenrennen den 77. Platz. Mit der Vuelta a España 2021 nahm er erstmals an einer Grand Tour teil, auf der zehnten Etappe verpasste er als Zweiter einen Etappensieg nur knapp. In der Saison 2022 erzielte er eine Reihe von Top-10-Platzierungen, ein weiterer zählbarer Erfolg blieb ihm jedoch verwehrt. 2023 konnte er wieder einen Erfolg seinem Palmarès hinzufügen, mit seinem Sieg auf der letzten Etappe der Tour of Oman schob er sich nach auf den zweiten Gesamtrang vor und verpasste den Sieg in der Gesamtwertung nur um eine Sekunde.
In der Saison 2024 erzielte Vansevenant als Vierter beim Amstel Gold Race und Sechster bei Lüttich–Bastogne–Lüttich zwei Spitzenresultate bei den Frühjahrsklassikern. Seinen nächsten Sieg erzielte er auf dritten Etappe der Luxemburg-Rundfahrt, die er auf dem vierten Platz in der Gesamtwertung beendete. 

## Familie
Mauri Vansevenant ist der Sohn von Wim Vansevenant, der durch den dreimaligen „Gewinn“ der Rote Laterne bei der Tour de France bekannt wurde.

## Erfolge
2018
- Nachwuchswertung Giro della Valle d’Aosta

2019
- Gesamtwertung und Nachwuchswertung Giro della Valle d’Aosta

2020
- Mannschaftszeitfahren Settimana Internazionale Coppi e Bartali

2021
- GP Industria & Artigianato

2023
- eine Etappe Tour of Oman

2024
- eine Etappe Luxemburg-Rundfahrt

## Grand-Tour-Platzierungen
| Grand Tour            | 2021 | 2022 | 2023 | 2024 |
| --------------------- | ---- | ---- | ---- | ---- |
| Giro d’ItaliaGiro     | –    | 30   | –    | 30   |
| Tour de FranceTour    | –    | –    | –    | –    |
| Vuelta a EspañaVuelta | 101  | –    | –    | 49   |